# 팔곡당산 산신당 및 산신제
팔곡당산 산신당 및 산신제는 대한민국 경기도 안산시 상록구에 있다. 2011년 10월 21일 안산시의 향토유적 제22호로 지정되었다.

## 개요
팔곡동 산신제는 행정구역상 반월동의 팔곡일동과 본오동의 팔곡이동 내의 여러 마을이 함께 지내는 마을제의임. 본래는 팔곡일동의 우묵골, 남산뜰, 팔곡이동의 샛골, 본오동의 담너머, 건건동의 건지미 등 5개 마을이 공동으로 참여하여 지내왔다.